# Heinrich Moritz von Battenberg

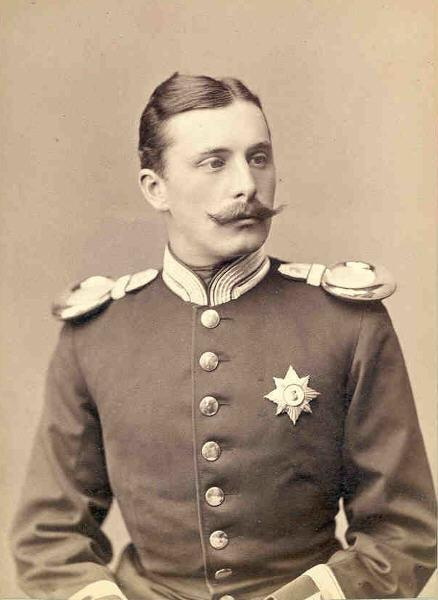
Heinrich Moritz von Battenberg

Prinz Heinrich Moritz von Battenberg (* 5. Oktober 1858 in Mailand; † 20. Januar 1896 in Sierra Leone) war ein Mitglied des Hauses Battenberg und durch Heirat Mitglied der britischen Königsfamilie. Ab 1889 war er Gouverneur und Kapitän der Isle of Wight.

## Herkunft

Wappen von Prinz Heinrich Moritz von Battenberg

Heinrich Moritz, genannt Liko, war der dritte Sohn von fünf Kindern des Prinzen Alexander von Hessen-Darmstadt (1823–1888) und der Gräfin Julia Hauke (1825–1895), einer ehemaligen Hofdame der Zarin Marie Alexandrowna. Da ihre Ehe als morganatisch galt, wurde Julia Hauke durch ihre Heirat nicht Mitglied des Hauses Hessen, sondern erhielt von ihrem Schwager, Großherzog Ludwig III. von Hessen und bei Rhein, den seit 1310 verwaisten Titel einer Gräfin von Battenberg. Da dies auch für ihre Kinder galt, die auch nicht auf die großherzoglich hessische Thronfolge erbberechtigt waren, entstand damit das zweite Haus Battenberg. Julia wurde später, was nach Reichsrecht eigentlich nicht möglich war, in den hessischen Fürstenstand erhoben. Sie und ihre Nachkommen erhielten damit den Titel Prinz bzw. Prinzessin.

## Leben

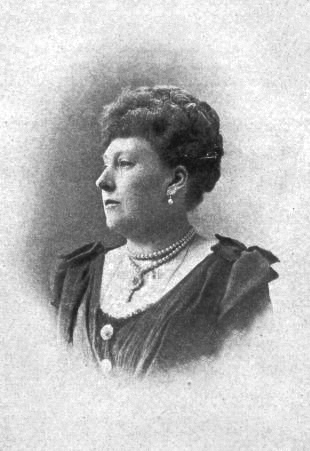
Beatrice von Großbritannien und Irland

Prinz Heinrich erhielt eine militärische Ausbildung und diente als Leutnant im 1. Königlich Sächsischen Husaren-Regiment „König Albert“ Nr. 18 und nachfolgend im 1. Regiment der rheinischen Husaren in der preußischen Armee. Er diente außerdem in der preußischen Regiment der Gardes du Corps und war auch Ehrenoberst des 1. Infanterie-Regiment von Bulgarien, wo sein Bruder Alexander erster regierender Fürst war.
Aufgrund der engen Beziehungen der Battenbergs zum großherzoglichen Haus Hessen kamen sie in Kontakt mit verschiedenen herrschenden Familien von Europa, einschließlich des britischen Königshauses. Bei der Hochzeit seines älteren Bruders Prinz Ludwig Alexander von Battenberg mit Prinzessin Viktoria von Hessen-Darmstadt lernte Heinrich Moritz 1884 die britische Prinzessin Beatrice, Tochter von Königin Victoria und deren Prinzgemahl Albert, kennen. Beatrice und Heinrich Moritz verlobten sich heimlich in Darmstadt. Zurück in Großbritannien war die Königin schockiert, sie wollte Beatrice auf keinen Fall erlauben zu heiraten, denn sie war ihre ständige Gesellschafterin und Sekretärin. Nach acht Monaten ständigen Streits über die Heirat war Königin Victoria endlich einverstanden. Die Forderungen der Königin waren, dass Heinrich Moritz seine militärische Laufbahn in Potsdam abbrechen und das Paar für den Rest ihres Lebens bei ihr leben solle. Beatrice war einverstanden, und Heinrich Moritz, der ein halbverarmter und halbstandesgemäßer Prinz war, hatte nichts zu verlieren, also war auch er einverstanden.

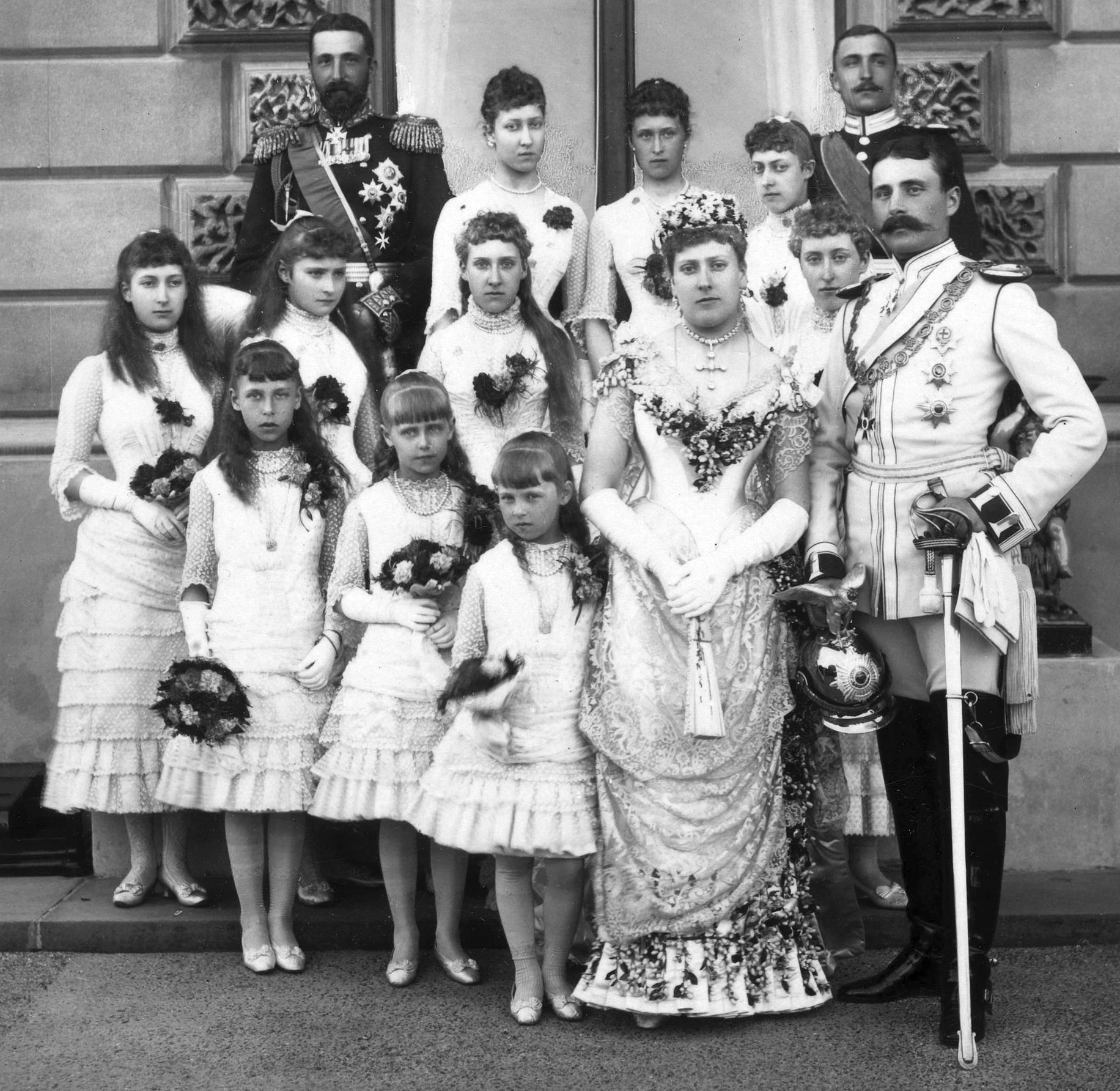
Hochzeitsbild von Prinz Heinrich (in der Uniform der preußischen Gardes du Corps) und Prinzessin Beatrice

Am 23. Juli 1885 heiratete er in Osborne House auf der Isle of Wight Prinzessin Beatrice und erhielt das Prädikat „Königliche Hoheit“. Er und seine Frau waren die linke und rechte Hand der Königin von Großbritannien. 1889 ernannte Königin Victoria ihren Schwiegersohn zum Gouverneur und Kapitän der Isle of Wight, er wurde auch als Ritter in den Hosenbandorden aufgenommen. Allerdings war auch das keine anstrengende Aufgabe für Heinrich Moritz, und so hatte er immer noch kaum etwas zu tun. Er verbrachte seine Zeit mit der Erziehung und Bildung seiner vier Kinder.
Gerüchten zufolge hatte er eine heimliche Affäre mit Louise, Duchess of Argyll, der Schwester von Beatrice. Es gibt jedoch keine ausreichenden Beweise, um diese Behauptung zu stützen.

### Expedition
1895 wurde bekannt, dass im Reich der Aschanti im heutigen Ghana, nach dessen endgültiger Unterwerfung 1900 eine Kronkolonie Großbritanniens, entgegen den Bestimmungen des 1874 geschlossenen Vertrages von Fomena Einheimische als Sklaven verkauft wurden. London untersagte dem dortigen Oberhaupt Kwakuh Prah III. diese Art von Handel. Als der afrikanische König ablehnte, wurde entschieden, eine Expedition unter Francis Cunningham Scott nach Aschanti zu schicken. Heinrich Moritz bat seine Schwiegermutter um ihre Einwilligung, an dieser Expedition teilzunehmen, was sie zunächst ablehnte. Am 7. Dezember 1895 fuhr er an Bord der HMS Coramandel nach Afrika. In Ghana ging Heinrich Moritz mit der Hauptgruppe der Expedition nach Kumasi, der Hauptstadt von Aschanti. Als sie am 4. Januar am Pra-Fluss ankamen, griff ein Fieber in der Gruppe um sich, an dem etliche Soldaten erkrankten. Als sie am 10. Januar in Kwisu eintrafen, erkrankte auch Heinrich Moritz an Malaria. Trotz seiner Proteste wurde er an Bord der HMS Blonde gebracht und zurück nach Großbritannien verschifft, aber während das Schiff die Küste von Sierra Leone passierte, verstarb Heinrich Moritz.
Er wurde in der Kirche von Whippingham auf der Isle of Wight beigesetzt.

Seine Nachkommen änderten ihren Familiennamen 1917 von Battenberg auf Mountbatten.

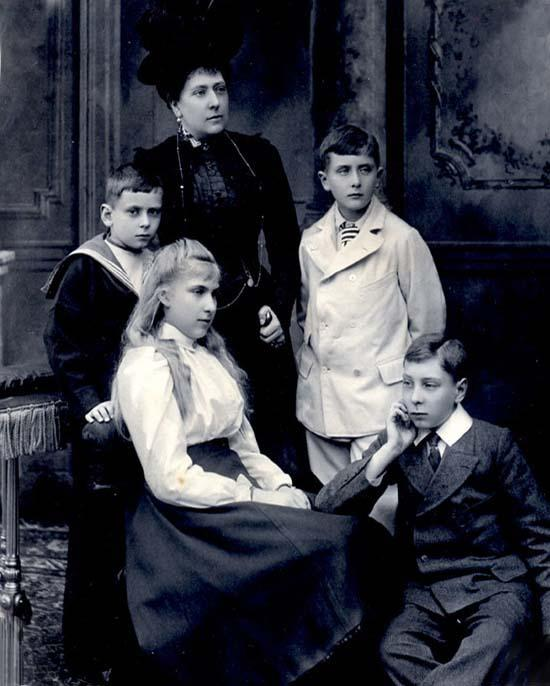
Beatrice mit ihren Kindern, 1900

### Nachkommen
- Prince Alexander Albert Victor of Battenberg (später Alexander Albert Victor Mountbatten, 1. Marquess of Carisbrooke) (1886–1960), ⚭ Irene Denison (1890–1956);
- Prinzessin Victoria Eugénie Julia Ena von Battenberg (1887–1969), ⚭ König Alfons XIII. von Spanien (1886–1941);
- Prinz Leopold Arthur Louis von Battenberg (später Lord Leopold Arthur Louis Mountbatten) (1889–1922);
- Prinz Maurice Victor Donald von Battenberg (1891–1914), fiel im Ersten Weltkrieg.